# Cordia glabrata
Cordia glabrata é uma árvore nativa não endêmica do Brasil.

Ela é conhecida pelos nomes populares claraíba, louro-preto, claraibeira, louro de mato grosso, peteribi, louro-branco.

## Morfologia
A C. glabrata atinge em média altura de 35 centímetros de diâmetro e nove metros de altura. Suas folhas são simples, coriáceas, lisas nas duas faces, com a face inferior verde claro esbranquiçado ou prateado, possui pecíolo de três e meio centímetros de tamanho médio. Suas flores são brancas. Seus grãos de pólen possuem, forma sublobata, exina com espinho, três cólporos, endoabertura lalongada, diâmetros polares em vista equatorial de 38,75 a 48,88 micrômetros, diâmetro equatorial em vista equatorial de 41,38 a 54,63 micrômetros, diâmetro equatorial vista polar de 40,50 a 47,92 micrômetros, cólporo com medidas em micrômetros de 28,84 a 31,61 de comprimento, 2,41 a 2,98 de largura, 2,85 a 2,96 de margem, medidas em micrômetros de endoabertura 5,32 a 6,34 de comprimento, 9,20 a 13,14 de largura, exina com 3,91 a 4,38 micrômetros, sexina com 1,06 a 1,13 micrômetros, nexina 1,55 a 1,64 micrômetros, teto com 0,53 a 0,62 micrômetros e espinhos com altura de 1,30 a 1,61 micrômetros.

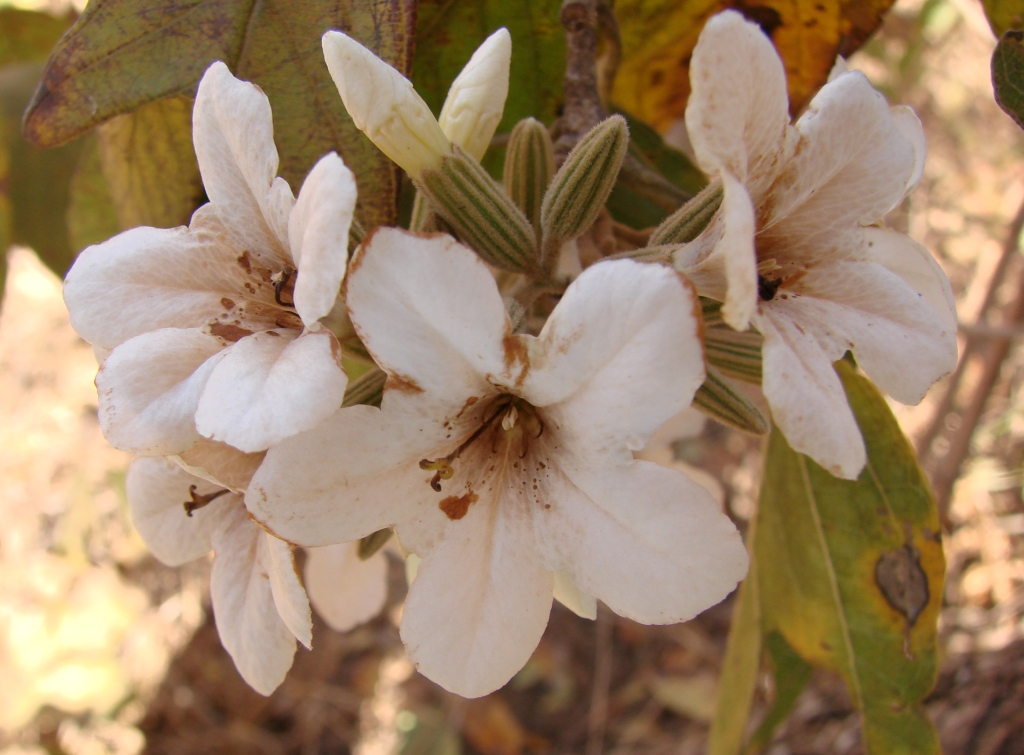
Flores vivas de C. glabrata.
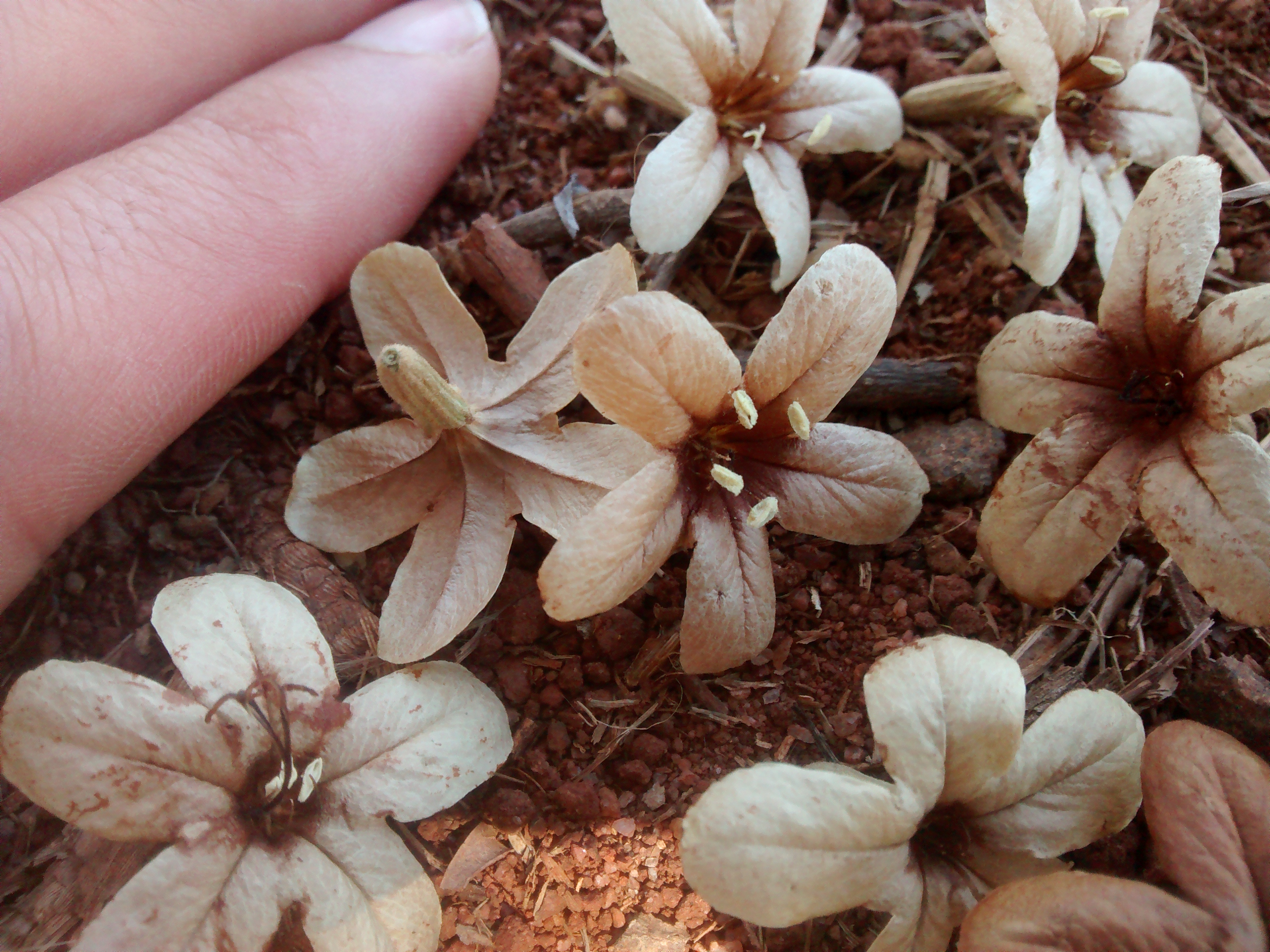
Flores secas de C. glabrata e referência de tamanho com mão humana.
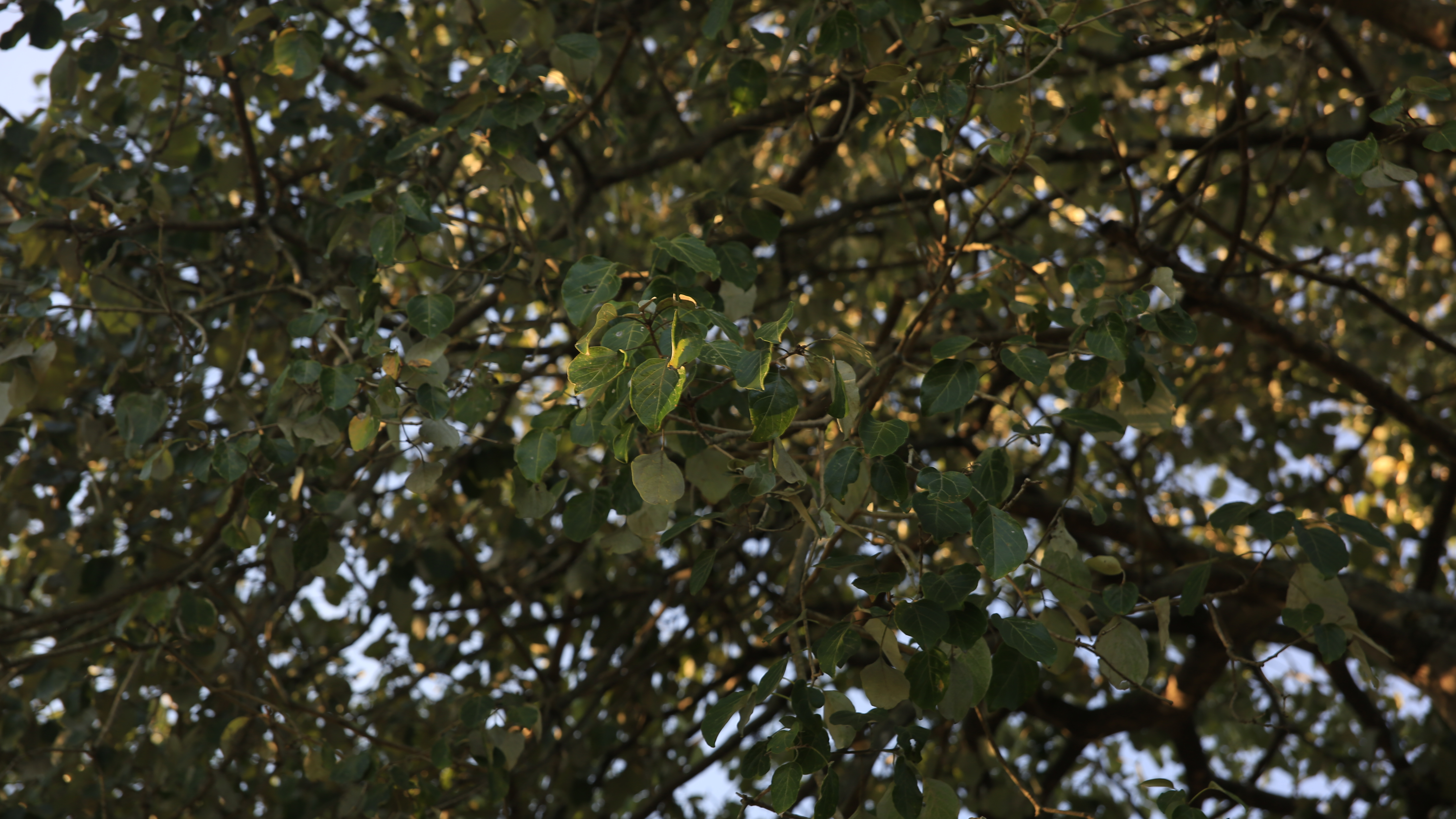
Folhas de C. glabrata, faces superior e inferior.
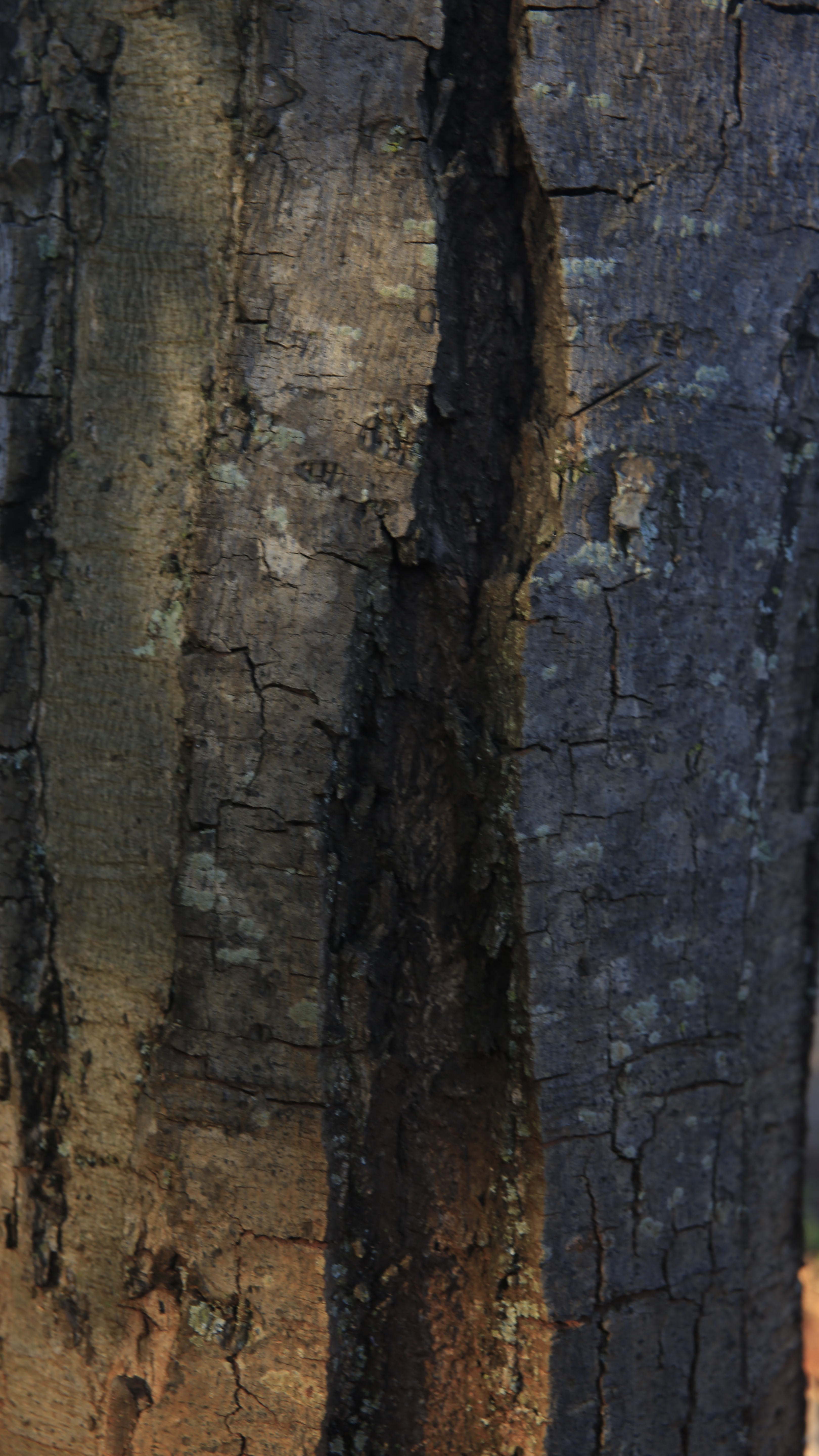
Tronco de C. glabrata.

## Distribuição geográfica
No Brasil a C. glabrata se distribui em todos os Estados do Nordeste, Centro-Oeste e Sudeste, exceto no Estado de Espírito Santo, também ocorre no Norte nos Estados de Pará e Tocantins.

Seus biomas de ocorrência são Caatinga e Cerrado nos tipos de vegetação Caatinga (stricto sensu), Cerrado (lato sensu) e Floresta Estacional Decidual.
Ocorre também na Argentina, Bolívia, Equador e Paraguai.

## Madeira
Sua madeira possui boa durabilidade natural e durabilidade média quando exposta a condições adversas, densidade alta, média estabilidade dimensional, valores médios de resistência à compressão paralela e módulo de ruptura, altos valores de tensão de cisalhamento, valores baixos nos testes de fendilhamento, textura média, brilho moderado no plano longitudinal radial, cheiro imperceptível, aspecto decorativo gerado por desenhos causados pelos elementos anatômicos, altos teores de lignina total, fibras longas e com espessura de parede média, e é macia ao corte. Possui características adequadas para ser utilizada para diversas finalidades no setor madeireiro, especialmente para o mercado de lâminas decorativas, pisos e móveis.

## Ecologia
A C. glabrata é seletiva xerófila, heliófita e caducifólia.

### Fenologia
Sua floração ocorre de julho a setembro com a planta totalmente sem folhas. Suas folhas surgem em conjunto com o amadurecimento dos seus frutos, de setembro a outubro.